# Fabrizio Savelli
Fabrizio Savelli (1607 – 26. února 1659) byl italský vojevůdce, velitel papežských vojsk a později katolický kardinál.

## Životopis
Fabrizio Savelli se narodil v roce 1607 v rodině Savelli, ze které pocházel i papež Honorius IV. (1285-1287). Byl synovcem kardinála Giulia Savelliho a strýcem kardinála Paola Savelliho. Jako mladý muž absolvoval vojenský výcvik a později velel vojskům v řadě regionálních konfliktů.
Během první války o Castro dostal Savelli titul Generalissimo a byl pověřen velením kontingentu papežských vojsk bojujících proti vévodovi z Parmy. Podle současníka Johna Bargrave však měl Savelli parmské vévody ve veliké úctě a také věřil, že papež Urban VIII nebude dlouho žít, a tak je válka zbytečná. Savelli se proto se svými jednotkami přesunoval pomalu a váhal se zapojením do bitvy. Papež Urban VIII. zbavil Savelliho velení a místo něho jmenoval velitelem svého synovce Taddea Barberini.

## Církevní kariéra
Savelli však nebyl potrestán. Vrátil se do Říma a v roce 1642 byl jmenován arcibiskupem v Salerna. V říjnu téhož roku byl vysvěcen v Římě kardinálem Alessandrem Cesarinim spolu s Francescem Gonzagou
Poté byl jmenován papežským nunciem v Polsku.
Savelli byl jmenován kardinálem v 7. října 1647, papežským legátem v Bologni v roce 1648 a poté legátem v Ravenně a Ferrara. Podílel se na konkláve v roce 1655, které zvolilo papeže Alexandra VII.
V roce 1658 se stal v Polsku papežským vyslancem a zemřel v únoru následujícího roku.